# Decio Azzolino den yngre
Decio Azzolino den yngre, född 11 april 1623 i Fermo, död 8 juni 1689 i Rom, var en italiensk kardinal. Mellan 1667 och 1669 var han Vatikanens kardinalstatssekreterare.
Han var son till Pompeo Azzolino och dennes hustru Giulia Ruffo samt brorsons son till  Decio Azzolino den äldre. Vid universitetet i Fermo doktorerade han i filosofi, teologi och juridik. År 1654 upphöjdes Azzolino till kardinaldiakon med Sant'Adriano in Tribus Foris som diakonia. 
Han kom att bli Drottning Kristinas förtrogne under hennes vistelse i Rom och fick i uppdrag att presentera henne för företrädare inom kyrkan och adeln. Han utövade stort inflytande över henne och hon gjorde honom till sin universalarvinge. Detta medförde att hennes arkiv kom i släkten Azzolinos ägo och det förvärvades först år 1925 av svenska Riksarkivet.